# خرووا
خرووا (به لهستانی:  Chyrowa) یک روستا در لهستان است که در گمینا دوکلا واقع شده‌است. خرووا ۱۲۰ نفر جمعیت دارد.